# Brésil aux Jeux paralympiques d'été de 2016
Le Brésil participe aux Jeux paralympiques d'été de 2016 à Rio de Janeiro. Il s'agit de la douzième participation de ce pays aux Jeux paralympiques d'été. Il s'agit également du pays organisateur de ces jeux.